# Archaeodelphis patrius
Archaeodelphis patrius és una espècie extinta de cetaci de la família dels xenoròfids (o, segons altres classificacions, un odontocet troncal) que visqué a les aigües costaneres de Nord-amèrica durant l'Oligocè superior, fa entre 23 i 28,1 milions d'anys. Se n'han trobat restes fòssils a Carolina del Sud (Estats Units). Es tracta de l'única espècie del gènere Archaeodelphis. Presentava una combinació de caràcters primitius propis dels arqueocets, com ara músculs nasofacials molt poc desenvolupats, i qualque sinapomorfia dels odontocets.